# Förslöv
Förslöv è un'area urbana della Svezia situata nel comune di Båstad, contea di Scania.
La popolazione risultante dal censimento 2010 era di 2 085 abitanti .